# Taura (Belgern-Schildau)
Taura ist ein weilerartiger Ortsteil der Stadt Belgern-Schildau im Landkreis Nordsachsen in Sachsen.

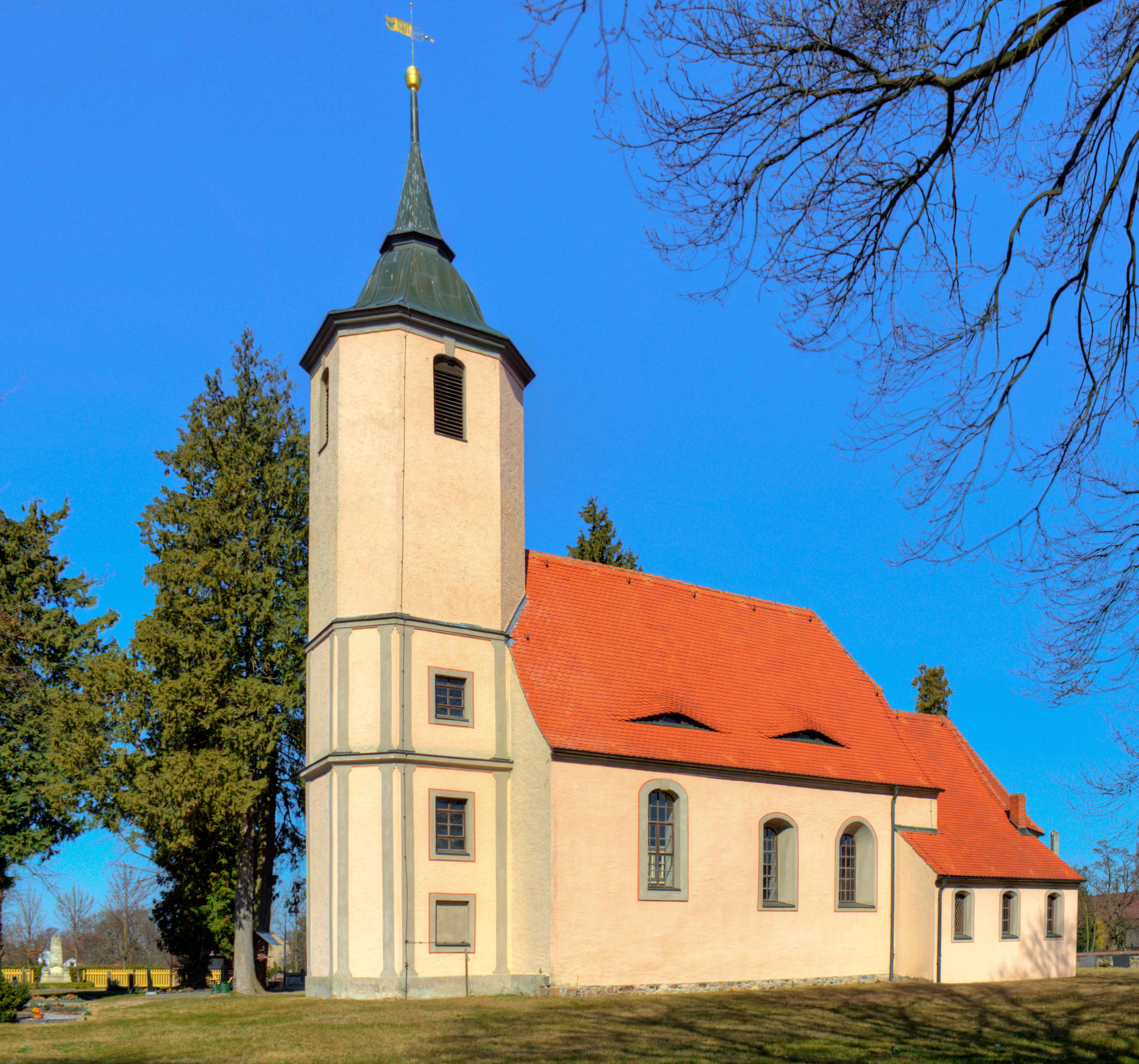
Kirche

## Lage
Taura befindet sich etwa 11 Kilometer südlich der Kreisstadt Nordsachsens Torgau. Die Gemarkung des Dorfes Taura wird halbkreisförmig von Wäldern der Dahlener Heide umschlossen. Die Staatsstraße 24 erschließt den Ort verkehrsmäßig.

## Geschichte
Das Platzdorf mit einer Gewannflur von 1142 Hektar ist eine landwirtschaftlich geprägte Landgemeinde. Erstmals wurde das Dorf 1198 mit dem Namen Henricus Turowe genannt. Die amtliche Behörde befand sich seit 1551 in Torgau. 1818 wohnten im Dorf 288 und 1964 748 Einwohner, die nach Beckwitz pfarrten. Seit dem 1. Januar 2013 gehört das Dorf zur Stadt Belgern-Schildau.

## Öffentliche Einrichtungen
Im Ortsteil Taura befindet sich der Sitz des Forstbezirks Taura des Staatsbetriebs Sachsenforst, der sich auf einer Fläche von 1770 Quadratkilometern erstreckt und weite Teile der Dahlener Heide und der Dübener Heide umfasst. Im Forstbezirk Taura liegen unter anderem die Städte Delitzsch, Eilenburg, Bad Düben, Torgau, Dommitzsch, Belgern-Schildau und Dahlen. Der Forstbezirk wird von den Flüssen Elbe und Mulde durchflossen. Es befindet sich außerdem eine Gaststätte, eine Bowlingbahn, ein Restaurant, ein Eiscafé, einen Gärtnereibetrieb, einen Kosmetiksalon, einen Tierpark, ein Minigolfplatz und eine Miniaturenwelt.